# Franska Guyana
Franska Guyana (franska: Guyane française, officiellt: Guyane) är ett franskt utomeuropeiskt departement i nordöstra Sydamerika, vid Atlanten. Även om området ligger i Sydamerika så ingår det i Europeiska unionen.
Området gränsar i väst till landet Surinam och i söder och öster till landet Brasilien, och omfattar också ögruppen Îles du Salut med Île du Diable (Djävulsön), Île Royale och Île Saint-Joseph, som alla ligger nära landets kust. Huvudorten är Cayenne. 
Ytan är 83 534 km² (motsvarar ungefär Österrikes yta), och folkmängden uppskattas till 290 691 invånare 2020 av INSEE.

## Benämning
Tillägget i namnet med adjektivet "Franska" har sitt ursprung från kolonialtiden. Vid den tiden fanns fem stycken kolonier i Guayanaregionen längs kusten, styrda av fem olika länder. Från väster till öster: Spanska Guyana (numera Guyanaregionen och Guyana Esequiba i Venezuela), Brittiska Guyana (nuvarande Guyana), Nederländska Guyana (numera Surinam), Franska Guyana och slutligen Portugisiska Guyana (numera delstaten Amapá i Brasilien). 

Även idag benämns ibland Guyana, Surinam och Franska Guyana som Guyanas eller Guyanaregionen.

## Historia
Under 1700-talet hade Franska Guyana, på grund av, jesuiterna en blomstringstid och producerade 1760 tre gånger mer kakao, tolv gånger mer bomull och två gånger mer socker än man gjorde i början av 1900-talet. Men jesuiternas fördrivande och slaveriets upphävande 1794 blev hårda slag för kolonins ekonomi. Slaveriet återinfördes visserligen 1802, men avskaffades åter 1848. 1852 började förbrytare deporteras till den beryktade straffkolonin Djävulsön.

## Politik
Franska Guyana är en del av Frankrike som tillhör EU och är alltså inte en koloni. Valutan som används är således euro och invånarna har rösträtt i alla nationella franska val. Franska Guyana är inte med i EU:s momsunion eller Schengensamarbetet, men har frihet från varutullar. Se exempelvis undantag inom EU för ytterligare information. Franska Guyana har samma status som Martinique och Guadeloupe i Karibien. Sedan 15 juni 2017 finns fri roaming för mobiltelefoni och mobilsurf med EU-abonnemang.
Området sänder en representant till den franska nationalförsamlingen och en till senaten. Den lokala administrationen består av en prefekt och ett råd (Conseil Général) på 16 medlemmar, som väljs på sex år vid direkta val.
Franska Guyana är med i EBU, som en del av Frankrike.
Gränsdragningen mot Surinam är omstridd då båda länderna gör anspråk på samma områden.

### Administrativ indelning
Franska Guyana är indelat i 2 arrondissement. Dessa är uppdelade i 19 kantoner (cantons) och 22 kommuner (communes).

## Ekonomi
Som en integrerad del av Frankrike tillhör Franska Guyana EU:s inre marknad och mottar subsidier både från Frankrike och EU. BNP beräknades 2001 till 8 300 dollar per invånare. Utvecklingen av näringslivet hämmas av dåliga kommunikationer från kusten och inöver i landet, samt brist på yrkesutbildad arbetskraft.

### Jord- och skogsbruk
Jord- och skogsbruk står för 18 procent av sysselsättningen, med skogsbruket som den ekonomiskt viktigaste sektorn. Skogsbruksprodukter utgör den största gruppen av exportvaror. I inlandet drivs en del av jordbruket för självförsörjning, och till viss del som svedjebruk. Viktiga produkter från jordbruket är maniok, grönsaker, bananer, ris och sötpotatis, som odlas för lokal konsumtion. Ris, ananas och citrusfrukter odlas för export och sockerrör för framställning av rom. Fiskeriernas andel av exportintäkterna har på senare år sjunkit. Det bedrivs en del fiske, huvudsakligen efter räkor.

### Industri och gruvdrift
Industrin, tillsammans med utvinning av mineraler, sysselsätter cirka 20 procent av den arbetsföra befolkningen. Av mineralerna är guld viktigast. I landet finns också förekomster av bauxit, tantalit och kaolin. Industrin är liten och består huvudsakligen av fiskeindustri och destillering av rom.

### Andra verksamheter
Upprättandet av den franska rymdbasen Centre Spatial Guyanais nära Kourou i slutet av 1960-talet, från vilken det Europeiska rymdorganisationen (ESA) skjuter upp satelliter, har haft en betydande inverkan på det ekonomiska livet. Förhållandevis många är sysselsatta inom tjänstesektorn, och på senare år har en viss turism utvecklats. Franska främlingslegionens tredje Régiment Étranger d'Infanterie har en bas i Kourou.

### Handel
Det mesta av handeln går till Frankrike.

### Kommunikationer

Vägnätet i landet är minimalt och inskränker sig i stort sett till kusten. År 2004 färdigställdes en asfalterad väg mellan Régina till gränsstaden Saint-Georges de I'Oyaopock vid den brasilianska gränsen. Nu kan man färdas från Saint-Laurent-du-Maroni vid gränsen mot Surinam ända till den brasilianska gränsen på asfalt (via huvudstaden Cayenne). 
Efter en överenskommelse mellan Frankrike och Brasilien 2005 beslöts att bygga en bro över floden Oyapock. Bron färdigställdes 2011 men öppnades inte förrän i mars 2017, vilket innebar den första (och hittills enda) landförbindelsen till Franska Guyana. Nu kan man färdas med bil hela vägen till Macapá vid Amazonfloden, huvudstad i delstaten Amapá i Brasilien. För att ta sig vidare över gränsen till Surinam däremot krävs färja över Maronifloden.
Floderna är de viktigaste farlederna i inlandet, men många forsar är hinder för större fartyg. Den viktigaste hamnen är Dégrad-des-Cannes några kilometer öster om Cayenne. Vid Cayenne ligger också den internationella flygplatsen Cayenne – Félix Eboué, tidigare kallad Rochambeau.

## Demografi
Befolkningen är etniskt mycket blandad. Cirka två tredjedelar av befolkningen är av delvis afrikansk härkomst, andra större befolkningsgrupper är kineser, fransmän, haitier och brasilianare. Det finns även asiater från bland annat Laos (som tidigare tillhörde Frankrike som en del av kolonin Franska Indokina).
Den indianska befolkningen (oyampi, galibi och några andra grupper) består av några få tusen och bor dels i små byar i närheten av floderna i inlandet, dels i utkanten av tätorterna vid kusten. Detsamma gäller några enstaka folkgrupper, bland andra Marooner till exempel aluku (boni) och saramaka, som är ättlingar till afrikanska slavar som rymde strax efter ankomsten. Både dessa och indianerna har bevarat mycket av sin traditionella kultur, även om "moderniseringen" allt eftersom vinner mark.
I slutet av 1970-talet tog Frankrike emot en del flyktingar från Kambodja. Dessa människor, som tillhör hmongfolket, sändes till Franska Guyana, där de har etablerat sig i två byar, en vid Cacao och en söder om Mana. Här lever de huvudsakligen av trädgårdsbruk, och har i stor utsträckning bevarat sin egen kultur.
Den allra största delen av bebyggelsen finns längs kusten. Den största staden är huvudstaden Cayenne.

### Religion
De flesta människorna i Franska Guyana tillhör den romersk-katolska kyrkan.

### Språk
Franska är officiellt språk, men vardagsspråket för de flesta är kreol.